# Aurelià Ibarra Manzoni
Aurelià Ibarra Manzoni (Alacant, 21 de gener de 1834-Alacant, 17 de novembre de 1890) va ser un arqueòleg, escriptor, pintor i polític valencià, vinculat estretament amb Elx. Va publicar diverses obres sobre la història d'Elx i va ser el primer a identificar el jaciment de l'Alcúdia amb l'antiga colònia romana d'Ilici.

## Biografia
Els seus primers estudis es van realitzar a Elx, ciutat on s'havia traslladat la seva família als pocs dies del seu naixement. El 1849, amb quinze anys, va ingressar a l'Acadèmia de Belles Arts de Barcelona on va ser deixeble de Manuel Milà i Fontanals. Al seu retorn a la seva ciutat, va contraure matrimoni amb Reyes Santamaría, la germana del polític Emigdio Santamaría Martínez. Va militar al Partit Demòcrata i va publicar diversos articles en La Discusión, El Pueblo, La Igualdad y La Soberanía Nacional, Va ser fet presoner en vigílies de la Gloriosa Revolución de setembre de 1868 i després d'empresonat a Alacant va ser jutjat en un consell de guerra, tota aquesta experiència la va publicar en Diario de mi prisión.
Va ser nomenat com a administrador dels «Lugares Píos Españoles de Santiago» i de «Santa María de Montserrat de Roma» en la Primera República. Al seu retorn a Elx va publicar el 1879 Illici, su situación y antigüedades, la seva investigació va demostrar la relació que n'hi va haver entre Illici, Elx i el Portus ilicitanus amb Santa Pola. Una de les troballes arqueològiques més importants d'Ibarra, va ser el mosaic de Galatea, moltes de les peçes van passar al Museu Arqueològic Nacional d'Espanya a Madrid i al Museu Arqueològic de Catalunya.
Els últims anys de la seva vida, establert a Alacant va tenir el càrrec de director de la Caja de Ahorros de Alicante (1878-1885). Una frase d'Aurelià Ibarra va ser recollida per Joan Castaño: “Cuando yo muera, al recordarme los illicitanos, quiero que digan: ¡Cuánto amó este hombre a Elche y a sus hijos!”

## Homenatge
El seu germà Pere Ibarra i Ruiz (1859-1934) va voler escriure la seva biografia mogut per la seva admiració cap a ell per la qual cosa va preparar un esquema de treball que va titular: Pla General per al llibre: "Aureliano Ibarra i Manzoni", document que es conserva a l'Arxiu Municipal d'Elx. Va establir i va ordenar quatre grans apartats segons les activitats en què es va distingir el seu germà: polític, artista, arqueòleg i historiador. Aquesta documentació va facilitar el treball biogràfic que estava preparant. L'Arxiu Municipal d'Elx conserva correspondència, manuscrits originals de les seves obres, i diferents documents, alguns tan importants per a Elx com el Codex o Libro de Privilegios. Malgrat aquesta recopilació, mai no es va arribar a escriure aquesta biografia, encara que se n'han realitzat d'altres, com la realitzada per l'investigador Joan Castaño García a la seva obra Els germans Aurelià i Pere Ibarra. Cent anys en la vida cultural d'Elx (1834-1934).